# Karttikeja

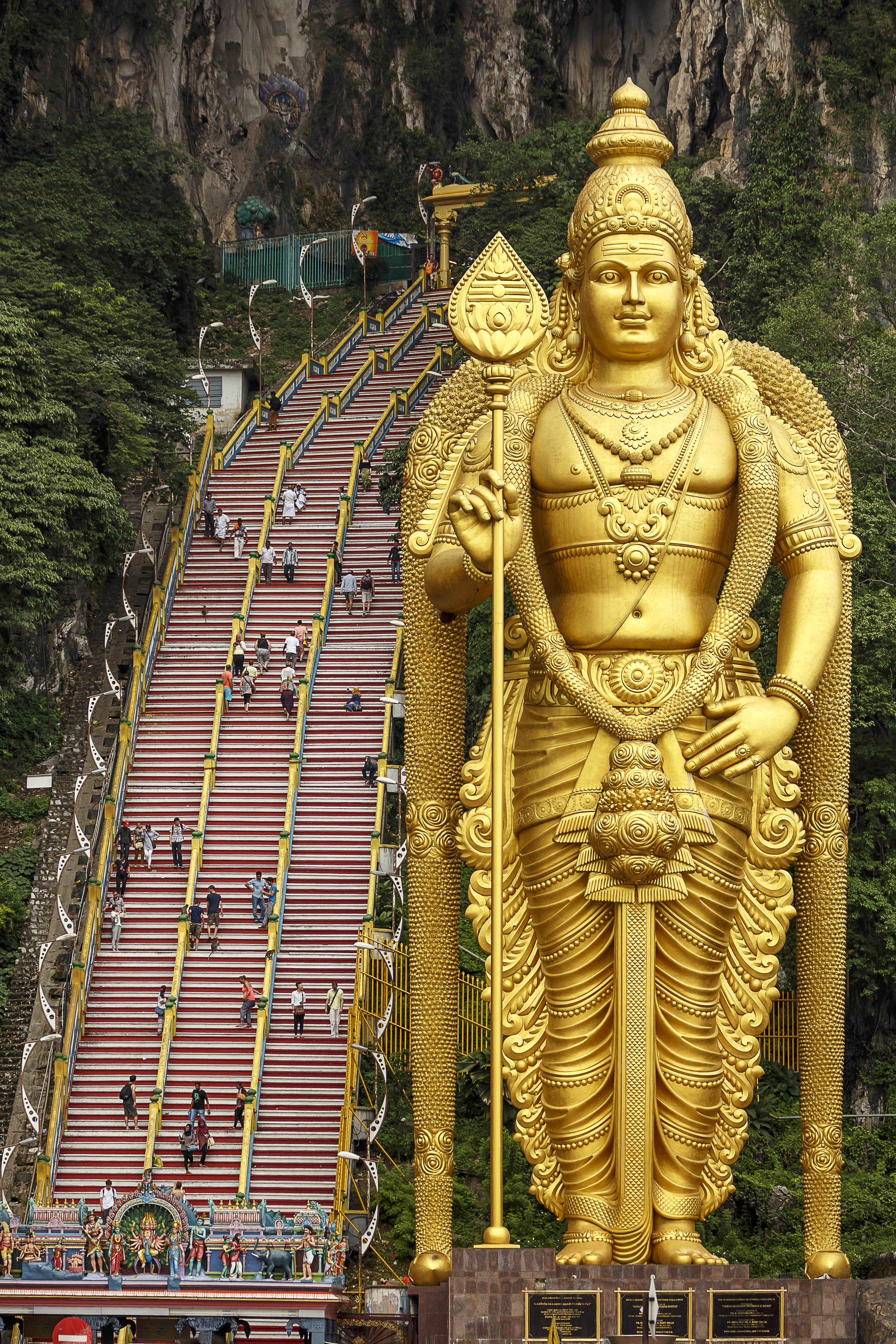
Najwyższy na świecie posąg Murugana o wysokości 42,7 m stojący przy wejściu do Jaskiń Batu.

Karttikeja (Kārttikeja) – dewa śmierci i wojny w hinduizmie. Dla wyznawców hinduizmu ten bóg jest jedną z niezliczonych form Absolutu-Brahmana.

## Ikonografia
Karttikeja przedstawiany jest z bronią którą stanowią łuk i włócznia.

## Inne imiona
- Skanda
- Kumaran
- Szanmukha
- Subramanian
- Murugan(முருகன்) w języku tamilskim

## Rodzina i postacie powiązane

### Żony
Karttikeja według mitów północnoindyjskich nigdy się nie ożenił. W podaniach hinduizmu tamilskiego małżonkami boga są Walli i Dewajani. Pierwsza z tych żon jest personifikowana przez indyjską roślinę o takiej właśnie nazwie.

## Wahana
Jego świętym zwierzęciem i wierzchowcem jest paw.

## Recepcja w literaturze religijnej

### Dzieła wczesne
Początkowo prawdopodobnie jeden z tamilskich duchów Natury, zwany Murugu. Do dzisiaj kult Karttikei zawiera wiele elementów szamanizmu, m.in. tańce, wprowadzające w trans i często nie odbywa się w świątyni, lecz na polu lub w lesie.
Następnie bóg wymieniany w literaturze hinduistycznej od pierwszego tysiąclecia p.n.e. Imperium Kuszanów wybijało monety z wizerunkiem tego boga.
- Śatapatha Brahmana nazywa go synem Rudry i dziewiątą inkarnacją Agniego.

Wspomniany w Ćhandogjopaniszadzie jako „droga wiodąca do mądrości”.
- Opisany jest też w Mahabharacie.
- Skandapurana przytacza wypowiedź boga.
- Bhagawadgita (10:24), opisuje, że bóg Kryszna nazwał siebie „Skandą wśród generałów” (czyli najwyższym wodzem).

### W mitologii

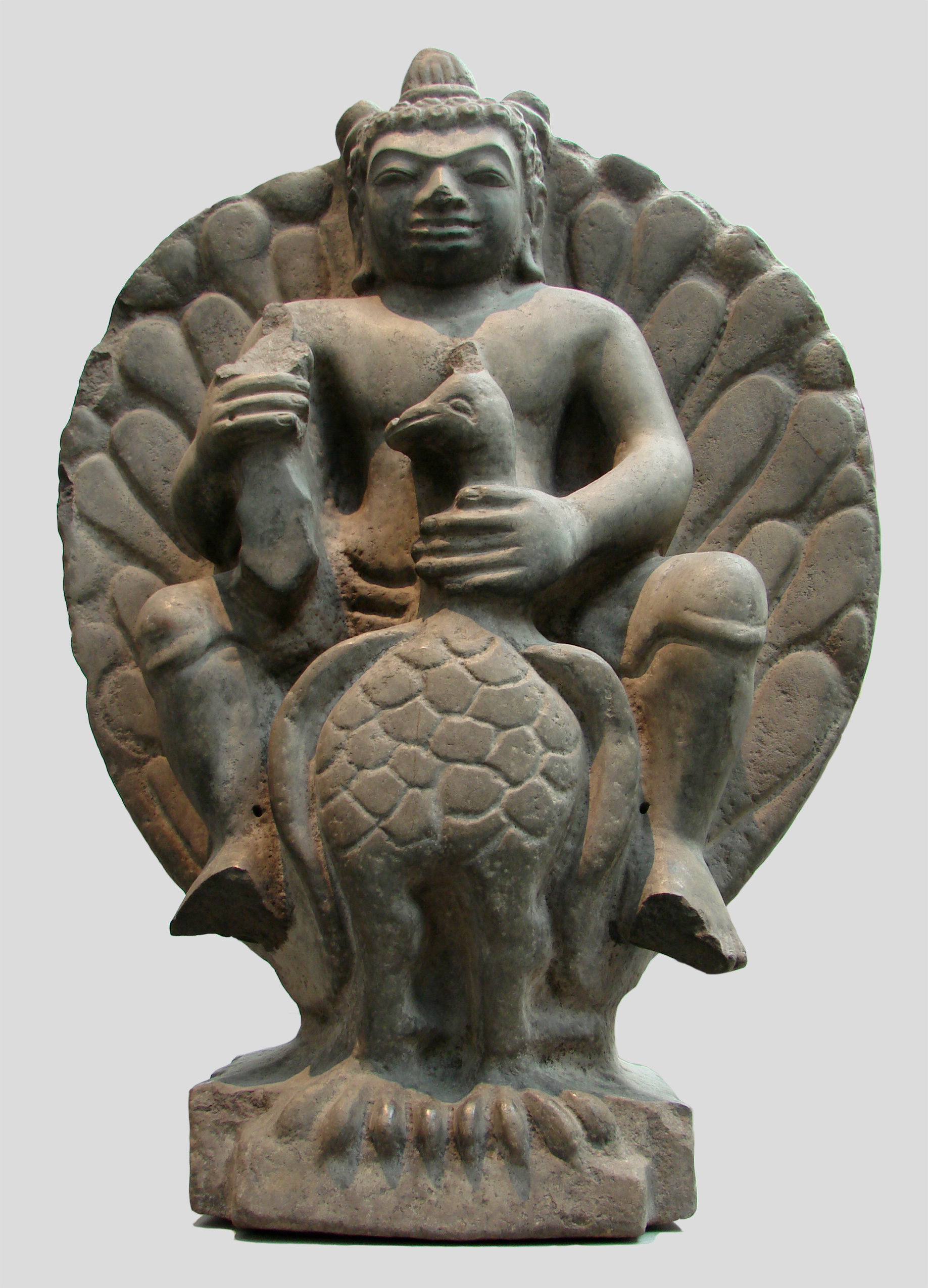
Figurka Skandy

Sati, żona boga Śiwy, dokonała samospalenia (sati), a następnie inkarnowała się jako córka królewska Uma (Parwati).
Tymczasem straszliwy demon Surapadman wraz z zastępami innych demonów niszczył Ziemię. Tylko syn Śiwy mógł uratować świat. Śiwa jednak nie interesował się boginiami, pogrążony w medytacji. Namówiony przez innych bogów Kama – bóg miłości postanowił strzelić w Śiwę strzałą z kwiatów, aby ten zakochał się w Parwati. Jednak zanim zdążył to zrobić, Śiwa spalił go na popiół promieniami swojego trzeciego oka. Z iskier ognia Śiwy narodziło się sześciu chłopców, których Parwati połączyła w jedno ciało z sześcioma głowami i dała mu imię Szanmuka (Sześciogłowy). Chłopca wychowywało sześć kobiet, zwanych Kritika (czyli Plejady). Stąd pochodzi inne imię boga – Karttikeja. Poprowadził on armię bogów i zwyciężył demony.

## Kult
Bóg ten pod imieniem Murugan jest najbardziej popularny wśród Tamilów w Indiach, na Sri Lance i w innych krajach świata. Jest patronem Tamilów. Zwycięża chaos i przywraca boski ład. Chroni wyznawców przed demonami. Przekazał Śiwie świętą sylabę Om.
Na północy Indii jego kult zanikł już w XVI wieku. Karttikeja znany jest jeszcze tylko w Bengalu i Pendżabie. W stanie Karnataka ten bóg jest często czczony jako Najwyższa Osoba Boga.

### Święta
Tamilowie poświęcili temu bogu miesiąc pod nazwą Karthikai. W miesiącu tym odbywa się 6-dniowe święto ku czci boga, zwane Skanda Śasti.

### Święte miejsca
Najważniejsze świątynie boga znajdują się w Tamil Nadu. Są to: Aru Padaiveedu, Thiruchendur, Swamimalai, Pazhamudircholai, Thirupparangunram, Palani, Thiruthani, Sikkal, Marudamalai, Vayalur, Kukke Subramanya oraz na Sri Lance: Kataragama, Tirukovil, Embekke i Nallur Kandaswamy. Wiele świątyń znajduje się także w Malezji.

## Recepcja w innych religiach
Na Sri Lance jest popularnym bóstwem wśród wyznawców hinduizmu i buddyzmu.